# Petite rivière Savane (lac Témiscouata)
Pour les articles homonymes, voir Savane (homonymie).
La petite rivière Savane coule dans la partie sud de la péninsule gaspésienne, en traversant les municipalités de Saint-Louis-du-Ha! Ha! et le secteur de Cabano de la ville de Témiscouata-sur-le-Lac, dans la municipalité régionale de comté (MRC) de Témiscouata, dans la région administrative du Bas-Saint-Laurent, au Québec, au Canada.
La petite rivière Savane se déverse sur la rive ouest du lac Témiscouata lequel se déverse à son tour par le sud-est dans la rivière Madawaska. Cette dernière coule vers le sud-est jusqu’à la rive nord du fleuve Saint-Jean au Nouveau-Brunswick. Ce dernier coule vers le sud-est en traversant tout le Nouveau-Brunswick et se déversant sur la rive nord de la baie de Fundy laquelle s’ouvre vers le sud-ouest sur l’océan Atlantique.
La partie inférieure du bassin versant de la Petite rivière Savane est accessible par la route 232 laquelle longe la rive ouest du lac Témiscouata. La partie supérieure est accessible par la route 185.

## Géographie
La Petite rivière Savane prend sa source à l'embouchure Sud du lac Savane (longueur : 1,2 km ; altitude : 264 m). Le lac Savane reçoit les eaux de la décharge du lac de la Banane (venant du nord-ouest). Le lac Savane comporte deux émissaires : la rivière Savane (s’écoulant vers le nord jusqu'à la rivière Caldwell) et la Petite rivière Savane (s’écoulant vers le sud, puis vers l'est, jusqu'à la rive ouest du lac Témiscouata).
L’embouchure Sud du lac Savane est situé à :
- 3,2 km à l’est de la limite de la municipalité de Saint-Honoré ;
- 7,1 km à l’ouest de la rive ouest du lac Témiscouata ;
- 7,7 km à l’ouest de la confluence de la Petite rivière Savane ;
- 9,6 km à l’ouest du centre du village de Cabano ;
- 28,4 km au nord-ouest de l’embouchure du lac Témiscouata.

La petite rivière Savane coule sur 13,9 km répartis selon les segments suivants :
- 1,4 km vers le sud, jusqu'au pont de l'autoroute 85 ;
- 2,9 km vers le sud-est, en passant du côté ouest du village de Saint-Louis-du-Ha! Ha!, jusqu'au pont de la rue Raymond ;
- 1,0 km vers le sud-est, en passant du côté sud du village de Saint-Louis-du-Ha! Ha!, jusqu'au cours d’eau Couturier (venant du sud) ;
- 4,6 km vers le nord-est, en coupant le chemin du Golf, jusqu'au pont de l'autoroute 85 ;
- 1,2 km vers le nord-est, en coupant le chemin de fer du Canadien National, jusqu'à la limite du secteur Cabano de la ville de Témiscouata-sur-le-Lac ;
- 2,8 km vers l’est, en passant au nord-ouest du village de Cabano, en coupant la route 232 et la rue Caldwell, jusqu'à la confluence de la rivière[3].

La Petite rivière Savane se déverse dans une petite baie du hameau Fort-Ingall, sur la rive ouest du lac Témiscouata, dans le secteur de Cabano de la ville de Témiscouata-sur-le-Lac. Cette confluence est située à :
- 2,3 km au nord-ouest du centre-ville de Cabano ;
- 22,4 km au nord-ouest de l’embouchure du lac Témiscouata ;
- 24,0 km au nord-ouest du centre-ville de Dégelis ;
- 19,1 km au nord-ouest de la frontière entre le Québec et le Nouveau-Brunswick.

## Toponymie
Le terme « Savane » signifie une plaine de hautes herbes ; ce qui jadis caractérisait bien cette petite vallée, située entre le Lac Savane et le Lac Témiscouata. Dans ce secteur, le terme « Savane » est lié au lac, à la rivière Savane et à la « Petite rivière Savane ».
Le toponyme « Petite rivière Savane » a été officialisé le 5 décembre 1968 à la Commission de toponymie du Québec,